# Szyszkiwci (rejon kocmański)
Szyszkiwci (ukr. Шишківці) – wieś na Ukrainie w rejonie kocmańskim obwodu czerniowieckiego. Według oficjalnych danych państwowych, zamieszkuje ją 1598 osób.

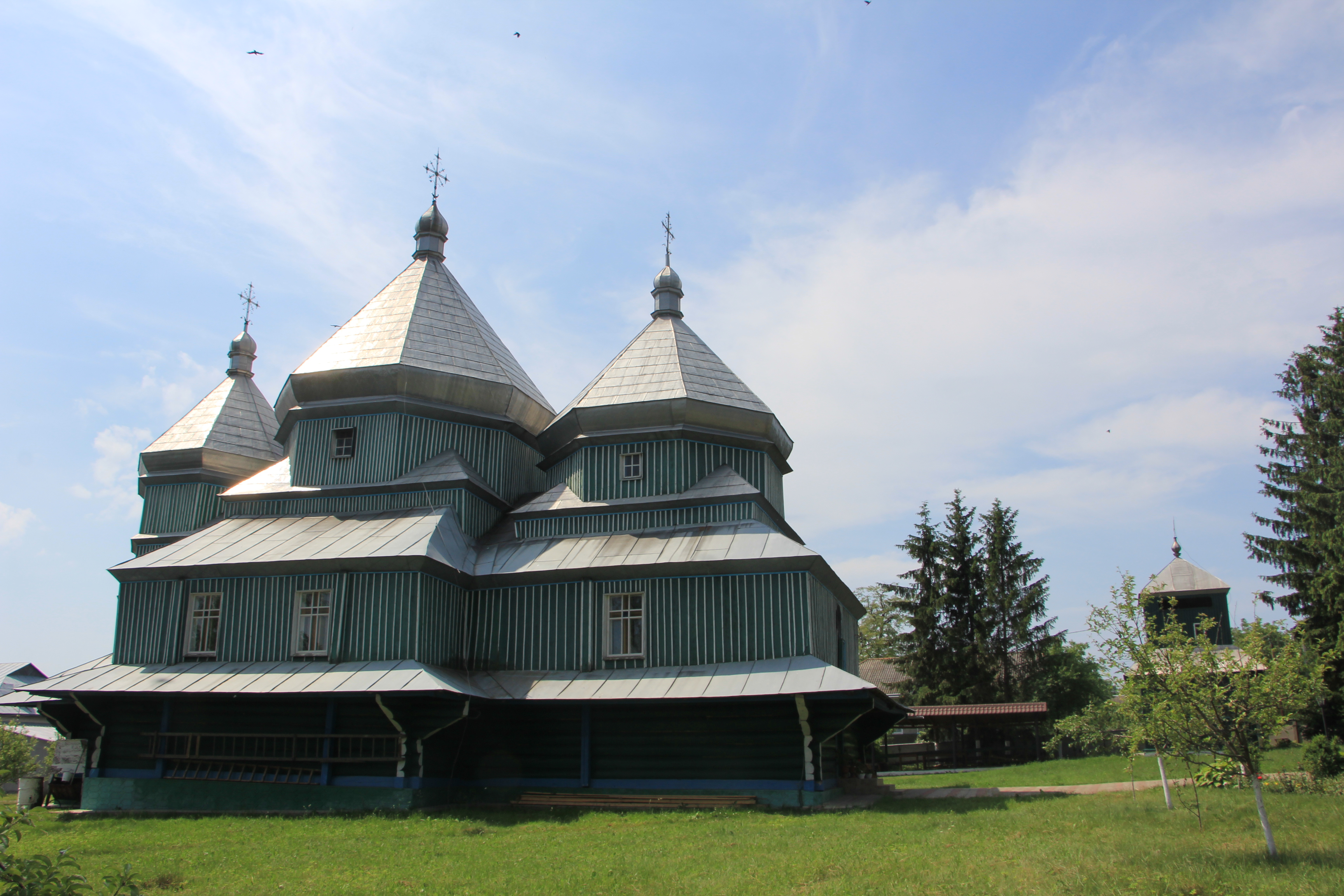
Cerkiew Narodzenia Matki Bożej, w głębi po prawej dzwonnica

We wsi znajduje się cerkiew pw. Narodzenia Matki Bożej, w jurysdykcji Kościoła Prawosławnego Ukrainy (do grudnia 2018 r. należała do Ukraińskiego Kościoła Prawosławnego Patriarchatu Moskiewskiego).